# Iso-Kukkonen
Iso-Kukkonen är en sjö i kommunen Kuhmo i landskapet Kajanaland i Finland. Den är 9,7 meter djup. Arean är 40 hektar och strandlinjen är 5,38 kilometer lång. Sjön  ingår i Uleälvens huvudavrinningsområde.   Den ligger omkring 130 kilometer öster om Kajana och omkring 520 kilometer nordöst om Helsingfors. 